# Списък на преподаватели в УНСС
Това е списък на част от хабилитираните преподаватели в днешния Университет за национално и световно стопанство.

## Администрация и управление
- Проф. д-р Пенчо Митев Иванов
- Проф. д-р Боян Любомиров Дуранкев
- Проф. д-р Галина Пенчева Младенова
- Проф. д-р Симеон Денев Желев
- Проф. д-р Христо Иванов Катранджиев
- Проф. д.н. Мая Руменова Ламбовска
- Проф. д-р Цветка Атанасова Стоенчева
- Проф. д-р Евгения Иванова Делчева
- Проф. д-р Матилда Иванова Александрова-Бошнакова
- Проф. д-р Поля Стоянова Кацамунска
- Доц. д-р Александър Иванов Вълков
- Доц. д-р Георги Киранов Киранчев
- Доц. д-р Ирена Александрова Славова
- Доц. д-р Красимир Маринов Маринов
- Доц. д-р Татяна Нейчева Нецева-Порчева
- Доц. д-р Християн Анастасов Танушев
- Доц. д-р Евгения Петрова Пенкова
- Проф. д-р Марияна Тонева Кузманова
- Доц. д-р Татяна Иванова Даскалова
- Доц. д-р Деница Антонова Горчилова
- Проф. д-р Надя Димитрова Миронова
- Проф. д-р Цветана Александрова Стоянова
- Доц. д-р Ангел Ангелов Марчев
- Доц. д-р Николай Иванов Цонков

## География
- Иван Батаклиев (1891-1973), географ и историк (1933-?, география)

## Икономика
- Асен Христофоров, (1910-1970), икономист, писател и преводач
- Иван Костов (р. 1949), политик (1974-1982)
- Петър Шапкарев (1908-1997), икономист (1956-1976)
- Ренета Инджова (р. 1953), политик (1975 политикономия)
- Стати Статев (р. 19595), учен – икономист
- Трайчо Спасов (р. 1949), учен – икономист
- Лилия Йотова
- Атанас Казаков
- Атанас Атанасов(икономист
- Камен Миркович, (р. 1939), учен – икономист
- Мария Марикина
- Христо Савчев Калигоров (р. 1919 – п. 2006 г.), учен – икономист

## История и стопанска история
- Игор Дамянов (р. 1953), политик (1978-..., история)
- Любен Беров (1925-2006), учен и политик (1950-1985, стопанска история)
- Димитър Саздов
- Светла Тошкова
- Пенчо Пенчев
- Катя Бекярова

## Математика
- Добромир Тодоров
- Николай Божинов
- Мая Микренска

## Международни отношения
- Нора Ананиева, (р. 1938), политик (1960-1997), международни отношения
- Георги Генов, професор по международни отношения
- Динко Динков
- Антон Първанов
- Атанас Гочев

## Статистика
- проф. Венец Цонев (1917-2008), икономист и статистик
- доц. Алиосман Имамов (р. 1953) статистик и политик
- Проф. д-р Веселка Христова Павлова
- Проф. д-р Валентин Димитров Гоев
- Проф. д-р Тодор Калоянов Николов
- Проф. д-р Стоян Петров Цветков
- Доц. д-р Мариана Михайлова Коцева
- Доц. д-р Соня Дакова Чипева
- Доц. д-р Андреана Станиславова Стойкова-Къналиева
- Доц. д-р Венелин Николаев Бошнаков
- Доц. д-р Екатерина Александрова Тошева
- Доц. д-р Александър Цветанов Найденов

## Финанси и Счетоводство
- проф. Коста Пергелов (1921-2007)
- проф. Белчо Белчев (р. 1932), политик (1965-1972)
- проф. Добри Божилов (р. 1884), политик и централен банкер, преподава от 1935 до 1938 г.
- проф. Николай Неновски (р. 1963), икономист (1997-..., теория на парите)
- доц. Пламен Орешарски (р. 1960), политик
- преп. Стоян Александров (р. 1949), финансист и политик (1975-1993)
- Проф. д-р Огнян Георгиев Симеонов
- Проф. д-р Стоян Димитров Стоянов
- Проф. д-р Снежана Александрова Башева
- Проф. д-р Емилия Георгиева Миланова
- Проф. д-р Надежда Димитрова Николова
- Доц. д-р Димитър Петров Динев
- Проф. д-р Даниела Милчова Фесчиян
- Проф. д-р Емил Асенов Атанасов
- Проф. д-р Маргарита Русева Александрова-Борисова
- Доц. д-р Олег Йорданов Димов
- Проф. д-р Румяна Савова Пожаревска
- Проф. д-р Румен Йорданов Брусарски
- Доц. д-р Даниела Петрова Въткова-Милушева
- Доц. д-р Диана Димитрова Петрова
- Проф. д-р Богомил Борисов Манов
- Доц. д-р Камелия Димитрова Савова-Симеонова
- Доц. д-р Таня Георгиева Атанасова – Дренска
- Доц. д-р Марко Любомиров Тимчев
- Доц. д-р Миглена Антонова Павлова
- Доц. д-р Пресияна Стойкова Ненкова
- Доц. д-р Бойка Николова Брезоева
- Проф. д-р Тодор Стефанов Недев
- Доц. д-р Христина Георгиева Орешкова
- Доц. д-р Мариана Петрова Михайлова
- Доц. д-р Силвия Трифонова Tрифонова
- Доц. д-р Емил Манолов Хърсев
- Доц. д-р Росица Недкова Иванова
- Доц. д-р Катя Иванова Митева
- Доц. д-р Лена Минкова Русенова
- Доц. д-р Любомир Владимиров Тодоров
- Доц. д-р Майя Борисова Ботева
- Доц. д-р Николай Николов Орешаров
- Доц. д-р Павлина Кирилова Аначкова
- Доц. д-р Теодора Йорданова Рупска
- Доц. д-р Димитър Ненков Ненков
- Доц. д-р Лилия Тодорова Рангелова-Петкова
- Доц. д-р Мая Янкова Начкова
- Доц. д-р Петър Пандушев Чобанов
- Доц. д-р Жеко Николаев Милев
- Доц. д-р Катя Райкова Златарева
- Доц. д-р Гергана Илиева Михайлова-Борисова
- Доц. д-р Виктор Иванов Йоцов

## Социология[1]и Философия
- Стоян Михайлов (р. 1930), социолог и политик (философия)
- Андрей Бунджулов (р. 1955), социолог и политик (2007-..., социология)
- Минчо Семов (1935-2006), социолог
- Проф. д-р Валентина Ангелова Драмалиева
- Проф. д.ф.н. Венцеслав Георгиев Кулов
- Доц. д-р Андрей Нончев
- Проф. д-р Благой Колев
- Проф. д.с.н. Георги Найденов
- Проф. д.с.н. Елка Тодорова
- Проф. д.с.н. Теменуга Ракаджийска
- Проф. д-р Мария Стоянова
- Доц. д-р Андрей Бунджулов
- Доц. д-р Вяра Стоилова
- Доц. д-р Донка Никова-Циуциу
- Доц. д-р Александър Стоянов
- Доц. д-р Георги Петрунов
- Доц. д-р Катя Михайлова

## Право
- Александър Ангелов (р. 1971) асистент по Международно право
- Александър Воденичаров (р.1946) професор по Административно право и процес
- Атанас Василев (р.1950) професор по Трудово право
- Божанка Неделчева (р. 1939) доцент по Право на интелектуалната собственост
- Бойко Рашков, (р. 1954 г.) доцент по Наказателен процес
- Валери Димитров (р. 1954), професор по Административно право, доцент по Финансово право/
- Венелин Ганев (1880-1966), професор по Теория на правото
- Веселин Христофоров (1914-?), професор по Финансово право
- Владимир Моллов (1873-1935), преподавател по Наказателно право
- Вълчин Даскалов (р. 1961 г.) доцент по Гражданско търговско прави
- Георги Боянов (1944-2012) професор по Вещно право, декан на Юридическия факултет (1999 – 2007)
- Георги Бойчев (р. 1936), професор по Теория на държавата и правото. Политически и правни учения
- Георги Генов (1883-1967), професор по Международно право
- Диана Ковачева (р. 1975) бивш министър на правосъдието. Доцент по Международно право
- Димитър Радев (р. 1959), професор по Обща теория на правото.
- Евгени Танчев (р. 1952), професор по Конституционно право, бивш председател на Конституционния съд
- Емилия Друмева (р. 1947), професор по Конституционно право
- Емил Златарев, професор по Финансово право
- Живко Драганов, доцент по Изобретателско, авторско и патентно право, декан на Юридическия факултет (2015 – продължава)
- Захари Торманов, (р. 1970) доцент по Гражданско и семейно право
- Златка Сукарева, (р.1947), професор по Облигационно право
- Иван Владимиров, (р. 1927 г.), професор по Международно право
- Ирина Мулешкова, (р. 1957), доцент по Международно право
- Йосиф Фаденхехт, (1873-1953), професор по Гражданско право
- Любен Диков, (1895 – 1973), професор по Кооперативно и Търговско право
- Любен Караниколов, (р.1937) професор по Административно право и процес, декан на Юридическия факултет (1995 – 1999)
- Любен Корнезов, (р. 1947), професор по Граждански процес
- Маргарита Чинова, (р. 1951), професор по Наказателен процес
- Михаил Геновски, (1903-1996), професор по Теория на държавата и правото, както и по Международно право
- Никола Филчев, (р. 1948), професор по Наказателно право, бивш Главен прокурор на Република България
- Петко Стоянов, (1879-1973), професор по Финансово право
- Петър Абрашев, (1866-1930), професор по Гражданско право
- Петко Стайнов, (1890-1972), професор по Административно право
- Румен Марков, (р. 1958 г.), професор по Наказателно право
- Симеон Тасев, (р. 1943), професор по Гражданско право
- Стефан Баламезов, (1883-1960), професор по Държавно право
- Стефан Бобчев, (1853-1940), професор по История на българското право
- Стефка Наумова (р. 1949), професор по Правна социология
- Стоян Данев, (1858-1949), професор по Дипломатическо право
- Таня Йосифова, (р. 1975), доцент по Гражданско и семейно право
- Тодор Кулев, (1878-1942), професор по Наказателно право
- Филип Рачев, (р. 1931) професор по Гражданско право
- Христина Балабанова, (р.1955), професор по Административно право и административен процес, декан на Юридическия факултет (2007 – 2015)
- Цветана Каменова, (1950-2018), професор по Международно частно право